# Estalas
Estalas (en griego, Στῆλαι) es el nombre de una antigua ciudad griega de Creta.
Es mencionada por Esteban de Bizancio así como en un decreto de la ciudad de Preso del siglo III a. C. donde se establecen una serie de obligaciones de los estalitas con respecto a los presios, de donde se puede deducir que, al menos en algunos aspectos, Estalas era dependiente de Preso.
Probablemente estuvo ubicado en la actual Dasonari.